# Am5x86
Am5x86 — це сумісний з x86 процесор, оголошений AMD у листопаді 1995 року для використання в комп'ютерних системах 486 класів. [1] Постачання розпочате в грудні 1995 року з базовою ціною $ 93 за одиницю в масових кількостях. Перед випуском він розроблявся під кодовою назвою «X5».

## Технічні вимоги
Am5x86 (також відомий як 5x86-133, Am5x86, X5-133, і продається під різними сторонніми етикетками, такими як Kingston Technology «Turbochip») — це вдосконалений процесор Am486 з внутрішньо встановленим множником 4, що дозволяє йому працювати на 133 МГц в системах без офіційної підтримки тактових процесорів DX2 або DX4 486. Як і всі вдосконалені Am486, Am5x86 містив кеш-пам'ять L1, і на відміну від усіх інших, крім кількох 16 кілобайт, а не більш поширені 8 КБ. AMD також випустила рідкісну OEM-частину з множником 150 МГц.
Оскільки множник годинника з чотирьох не є частиною оригінальної конструкції Socket 3 (і що 486 так чи інакше має один штифт CLKMUL), AMD змусив 5x86 прийняти 2x налаштування з материнської плати і замість цього працювати зі швидкістю 4x. Під час використання Am5x86 материнську плату потрібно встановити на 2x налаштування. Чіп фактично фізично поміститься в старіший сокет 486, такий як сокет 1 або 2 або оригінальний 168-контактний сокет 80486, але для цього потрібен регулятор напруги, оскільки чіп AMD працює на 3,45 вольт.
Поєднання тактової швидкості та відносно великого кеша L1 для списання 16 Кб дозволяє 5x86 дорівнювати або трохи перевищувати процесор Intel Pentium 75 МГц у цілочисельній арифметиці в орієнтирах. Однак продуктивність у реальному світі відрізняється від пізніших операційних систем Windows та багатьох ігор, чутливих до FPU, що сприяють Pentium 75 МГц. Оскільки він заснований на чистому дизайні 486, він сумісний зі старими системами, з чим у нього трохи швидший конкурент, Cyrix Cx5x86, проблеми. Процесор зазвичай розганяється до 160 МГц, тим самим забезпечуючи продуктивність, подібну до роботи системи Pentium 90 МГц. Існує чотири основні версії розетки цього процесора, виготовлені в різних місцях. Існує звичайний сорт ADW, а також пізніші ADY, ADZ та BGC. Пізніші моделі були кращими версіями мікросхеми, оскільки вони були оцінені на вищі температури і, таким чином, більш прощали розгін.
Am5x86 вперше застосував суперечливий рейтинг PR. Оскільки 5x86 дорівнює процесору Pentium 75 МГц в орієнтирах, AMD пізніше продав чіп як «Am5x86-P75».
Продажі Am5x86 були важливим джерелом доходу для AMD в той час, коли тривалі затримки в доведенні AMD K5 до виробництва загрожували прибутковість компанії.
AMD виготовляв процесор Am5x86 для звичайних ПК до 1999 року. Він був популярний для настільних систем початкового рівня, з'являвся у багатьох різних моделях ноутбуків, а також продавався окремо як процесор оновлення для старих 486 систем. Кілька компаній виготовили комплекти для оновлення з AMD 5x86 з регулятором напруги та перетворювачем розеток, що дозволяє використовувати його практично на кожній розетці 486 материнської плати, що коли-небудь випускалася. Кілька компаній також надали оновлення для старих 486 ноутбуків, замінивши паяні 486 процесорів. Фішки навіть були використані на пізніших процесорах Acorn RiscPC "PC card. Інтерфейс пам'яті OpenBus RiscPC становив лише 32 біти, що означало, що Pentium не може бути легко пов'язаний з ним. Дорогий Pentium Overdrive від Intel для 486 систем є клопітким процесором, з багатьма проблемами сумісності, і тому він не використовується. Таким чином, 5x86 забезпечив ефективність роботи RiscPC на Windows.
Чіп залишався у виробництві тривалий час, оскільки це був популярний вибір для використання у вбудованих контролерах. Одним з похідних сімейства 5x86 є ядро, яке використовується в сімействі AMD Élan SC520 SoC 00200 мікроконтролери, що продається AMD. Це забезпечує оригінальну модель Cisco PIX 501.